# Кіндатту
Кіндатту (Кіндаду) (*д/н — 1980/1970 до н. е.) — цар Еламу в 2000—1980/1970 до н. е.

## Життєпис
Походив з династії Сімашки (Шимашкі). Про батьків відсутні відомості. Ймовірно у 2010-х роках до н. е. його брат Хутрантемпті призначив Кіндатту царем Аншану. Близько 2004/2003 року до н. е. разом з братом — царем Еламу брав участь у поході проти Уру, його захопленні та полоні царя Іббі-Сіна. В подальшому цей успіху приписувався Кіндатту, до чого той напевне доклав руку, намагаючись себе уславити.
Посів трон після смерті Хутрантемпті близько 2000 року до н. е., відсторонивши від влади небожа Індатту-Іншушінаку, але передав тому посаду намісника Суз. Сам залишався в Авані або Аншані.
Близько 1996 року до н. е. зазнав поразки від Ішбі-Ерри, царя Ісіна, внаслідок чого було втрачено південний Шумер. Про взаємовідносини Ішбі-Ерри й Кіндатту оповідає поема «Ішбі-Ерра й Кіндатту», утім текст поеми сильно пошкоджений і не є можливим на її основі інтерпретувати правильний хід подій тих взаємин. Втім дії Кіндатту проти Ішбі-Ерра не були вдалими, тому в середині Еламу позиції царя значно послабилися.
Наприкінці панування зазнав поразки від Шуілішу, царя Ісіна, внаслідок чого змушений був повернути до Ура священну статую місячного божества Нанна. Помер Кіндатту між 1980 та 1970 роками до н. е. Йому спадкував небіж Індатту-Іншушінаку.